# Goldziher Károly
| Goldziher Károly                          | Goldziher Károly                                              |
| Kattints az alábbi külső linkek egyikére! | Kattints az alábbi külső linkek egyikére!                     |
| ----------------------------------------- | ------------------------------------------------------------- |
| Nem található szabad kép.(?)              |                                                               |
| külső link · jogvédett                    | Goldziher Károly. (1920) MTA Könyvtár és Információs Központ. |

Goldziher Károly (Budapest, 1881. február 26. – Budapest, 1955. november 6.) magyar matematikus, egyetemi tanár; a matematikai tudományok doktora (1952).

## Életpályája
Szülei Goldziher Ignác (1850–1921) orientalista és Mittler Laura (1856–1925) voltak. Tanulmányait a fővárosban és Göttingenben végezte el. Felix Christian Klein hatására kezdett érdeklődni az alkalmazott matematika iránt. 1903-ban középiskolai tanári képesítést szerzett. 1904-ben bölcsészdoktori oklevelet kapott. 1904–1906 között a készülő osztrák-magyar halandósági táblázat munkálatait vezette. 1905-1908között matematikát tanított az Budapesti III. Kerületi Magyar Királyi Állami Főgimnáziumban 1908-tól középiskolai tanár, majd a polgári iskola pedagógusa lett. 1911-től műegyetemi magántanár lett. 1913–1934 között a közgazdasági szakosztály meghívott előadója volt. Az 1920-as évektől a középiskolába került vissza. 1935-ben műegyetemi rendkívüli tanári címet kapott. A második világháború után egyetemi nyugalmazott rendes tanári kinevezést szerzett, de munkáját betegsége miatt már nem folytathatta.
Legtöbb munkájában a matematikai statisztikával, biztosítási matematikával és a matematika pedagógiájával foglalkozott. Az alkalmazott matematika egyik magyar úttörője.

## Magánélete
1913. július 20-án házasságot kötött Friedenberg Máriával.
Sírja a Kozma utcai izraelita temetőben található (2-1-8).

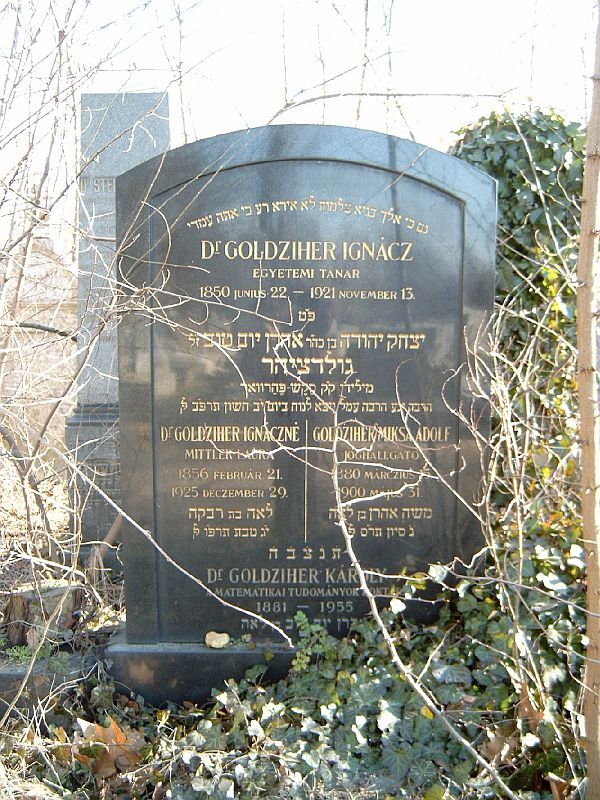
Goldziher Ignác és fia, Goldziher Károly sírja Budapesten. Kozma utcai izraelita temető: 2-1-8.

## Művei
- Nyugdíjbiztosítás (1919)